# Škavnica
Škavnica je okrogla ali podolgovata skalna vdolbina, ki običajno nastane v apnenčasti, lahko tudi drugi kamnini, zaradi korozije. Ima značilno ravno dno ter izpodjedene stene, velika je od nekaj centimetrov do enega metra in tudi več.
Škavnica nastane na mestih, ki imajo majhno strmino, zaradi katere voda ne more odtekati. Slednja s pomočjo primesi raztaplja kamnino in tako nastane vdolbina ter se s časom poveča. Zaradi dejstva, da ima voda največjo moč raztapljanja na svoji površini, se škavnica povečuje zlasti v bočni smeri. Pri raztapljanju pomagajo tudi različne organske kisline, če pride do razgradnje organskih snovi.
Voda se iz škavnic prazni z izhlapevanjem ali odtekanjem, slednje pa le v primeru, da je škavnica na eni strani odprta (odprta škavnica). V prvem primeru ostane v škavnici oborina, ki jo navadno odpihne veter. Sorodna oblika škavnic so korozijske stopničke.
Škavnice so imele pozitivno vlogo predvsem za pastirje, saj so umetno zajezene služile kot zbiralniki vode za živino.
- Opomba

V starejši kraški terminologiji je bila škavnica podana kot kraški pojav, novejša pa jo izključuje.